# سیارک ۱۵۰۵۸
سیارک ۱۵۰۵۸ (به انگلیسی: 15058 Billcooke، نامگذاری:1998YL16) پانزده هزار و پنجاه و هشتمین سیارک کشف شده‌است که در ۲۲ دسامبر ۱۹۹۸ کشف شد.
قدر مطلق سیارک برابر ۳۲.۳ است.